# Тюпълоу (Мисисипи)
Вижте пояснителната страница за други значения на Тюпълоу.
Тюпълоу (на английски: Tupelo) е град в окръг Лий, щата Мисисипи, САЩ.

## География
Общата площ на Тюпълоу е 133,20 km² (51,40 кв.мили). Населението е 35 930 жители от преброяването през 2000 г.

## История
Основан е през 1870 г.

## Население
Населението на града през 2000 година е 34 211 души, от тях 69,40% бели, 28,28% черни, 0,88% жълти и други.

## Икономика
Шосеен и жп транспортен възел. Производствен и търговски център. Производство на мебели, гума, пластмасови изделия, облекло, електрически съоръжения. Има университет от 1970 г.

## Личности, родени в Тюпълоу
- Елвис Пресли (1935 – 1977), американски певец